# Epizod
Epizod (bulgariska: Епизод) är ett bulgariskt heavy metal-band som spelar musik med folkloristiska motiv. Deras låttexter har inspirerats av författare som Charles Baudelaire, François Villon, Hristo Botev och Ivan Vazov. 

## Medlemmar
Nuvarande medlemmar
- Emil Chendov – sång (1996–)
- Simeon Hristov – basgitarr, sång, låtskrivare, arrangemang
- Vasil Belezhkov – gitarr, keyboard, arrangemang (2010–)
- Bogomil Donchev – trummor (2016–)

Tidigare medlemmar
- Panayot Kerelezov – trummor
- Rosen Doychinov – keyboard
- Miroslav Galabov – gitarr
- Dimitar Argirov – sång
- Vasil Rangelov Kalpachki – sång
- Dragomir Draganov – gitarr, sång, låtskrivare
- Emil Tasev – trummor
- Yavor Aleksandrov – trummor
- Nikolay Urumov – sång
- Stoyan Petrov – trummor
- Ivo Georgiev – keyboard
- Pavlin Bachvarov – keyboard
- Delyan Georgiev – keyboard
- Hristo Gyosharkov – trummor
- Deyan Aleksandrov – trummor

Turnerande medlemmar
- Ivan Nestorov – basgitarr (1993–1994)
- Ivaylo Tsatsov – gitarr (2012–)

## Diskografi
Studioalbum
- Mолете се... / Pray (1992)
- Мъртвец сред Мъртъвци / Dead Among The Dead (1993)
- Респект / Respect (1999)
- Българският Бог / The Bulgarian God (2002)
- Дошло е време / The Time Has Come (2003)
- Мъжки песни /  Songs of Men (2004)
- Свети патриарх Евтимий / St. Patriarch Evtimii (2004)
- Нашите корени / Our Roots (2006)
- Старият Войн / The Old Soldier (2008)
- Народът на Дуло / The People of Dulo (2010)
- Моята Молитва / My Prayer (2012)
- Аз съм българче / I am Bulgarian (2017)
- Великите владетели / The Great Rulers (2019)